# 伊藤清
伊藤 清（いとう きよし、1915年〈大正4年〉9月7日 - 2008年〈平成20年〉11月10日）は、日本の数学者、大蔵官僚。学位は理学博士（東京帝国大学・1945年）。位階は従三位。確率論における伊藤の補題（伊藤の定理）の考案者として知られる。第1回ガウス賞受賞者。

## 略歴

### 出生から学生時代

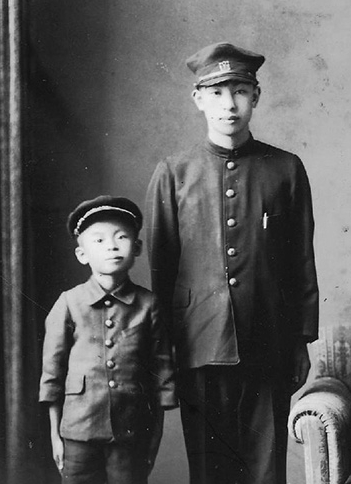
伊藤清（右）と伊藤清三（1937年）

1915年、三重県員弁郡（現いなべ市）で生まれた。同じく数学者である伊藤清三は弟。東京帝国大学理学部数学科で学び、1938年に卒業した。

### 卒業後

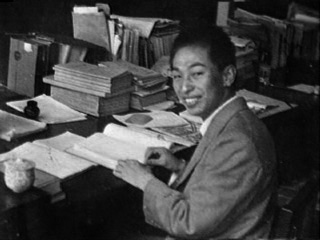
内閣統計局にて（1940年）

卒業後の1938年、大蔵省入省。銀行局に配属された。1939年、内閣統計局に配転される。1943年、内閣統計局を退官し、名古屋帝国大学助教授となった。1945年、東京帝国大学に学位請求論文『確率過程について』を提出して理学博士の学位を取得。1952年、京都大学教授に転じた。1976年から1979年まで、京都大学数理解析研究所所長を務めた。1979年に京都大学を定年退官し、名誉教授となった。その後は学習院大学理学部教授として教鞭をとった。1985年、学習院大学を退職。

### その他の職歴
- 1954年 - 1956年：米国プリンストン高等研究所研究員。
- 1961年 - 1964年：米国スタンフォード大学教授。
- 1966年 - 1969年：デンマークオーフス大学教授。
- 1969年 - 1975年：米国コーネル大学教授。

### 会員等歴
- 1979年：京都大学名誉教授
- 1981年：パリ第6大学名誉教授
- 1987年：チューリッヒ工科大学名誉教授
- 1989年：フランス学士院外国人会員
- 1991年：日本学士院会員
- 1992年：ウォーリック大学名誉教授
- 1995年：モスクワ数学会名誉会員
- 1998年：米国科学アカデミー外国人会員

## 受賞・栄典

### 学術賞等
- 1962年：国際数学者会議 Stockholm 招待講演[5]
- 1977年：朝日賞[6]
- 1978年：恩賜賞、日本学士院賞[7]
- 1985年：藤原賞[8]
- 1987年：ウルフ賞数学部門
- 1998年：京都賞基礎科学部門[9]
- 2006年：第1回ガウス賞

### 栄典
- 1987年：勲二等瑞宝章
- 2003年：文化功労者[10]
- 2008年：文化勲章
- 同年：従六位から従三位へと昇叙

## 研究内容・業績

### 伊藤の補題

ブラウン運動の軌跡。伊藤の定理を使うことで、このランダムな曲線の数学的な解析が可能になる

大戦中の1942年に、伊藤の補題で知られる確率微分方程式を確立した。確率積分を計算する上で重要な伊藤の公式（伊藤ルール）は米国科学アカデミーに評価されている。伊藤の公式は確率解析学における基本定理で、確率積分の計算手段を示したものであり、この公式無しでは確率解析学における計算はほぼ不可能であるといえる。

### ファイナンス分野への貢献
あるグラフ上の直線、もしくは曲線を、方程式で記述することができれば、その式を解くことで、未来のある時点における値を、計算で求めることが可能になる。
従来、方程式で表現することができるグラフは直線もしくは規則性を持つ曲線のみであった。ブラウン運動の軌跡や、株式や債券の金融商品の価格変動のチャートなど、全く規則性のないランダムな曲線は、方程式で表せず、したがって未来のある時点における、計算値を求めることもできなかった。
伊藤の定理は微積分に確率論を導入することで、ランダム曲線を方程式で記述することを可能にした。このため、将来における金融商品の計算価格を算出する計算式の定立に道が開かれ、 数学に留まらず1990年代に発達した金融工学理論の進歩に多大な貢献があった。
デリバティブの一種であるオプションの価格評価式であるブラック–ショールズ方程式の導出もまた、伊藤の定理が基礎となっており、同方程式の考案者としてノーベル経済学賞を受賞したマイロン・ショールズは伊藤に会った際にわざわざ握手を求め、伊藤の定理に敬意を表した。伊藤自身は経済学に無関心で、ある経済学者の集まりに出席した際にあまりの歓迎ぶりに当惑し、そもそもそんな定理を導いた記憶はないと言い張ったという。

## 著作

### 著書
- 『確率論の基礎』岩波書店〈現代数学叢書〉、1947年。
  - 『確率論の基礎』（新版）岩波書店、2004年5月。ISBN 4-00-005194-6。
- 『統計数学の基礎』中教出版〈新制大学一般教養数学篇 第2〉、1950年。
- 『確率論』岩波書店〈現代数学 第14〉、1953年。
- 「確率論」(岩波講座 基礎数学シリーズ)
  - 『確率論』 I、岩波書店〈岩波講座 基礎数学〉、1976年11月。
  - 『確率論』 II、岩波書店〈岩波講座 基礎数学〉、1977年6月。
  - 『確率論』 III、岩波書店〈岩波講座 基礎数学〉、1978年5月。
  - 『確率論』岩波書店〈岩波基礎数学選書〉、1991年5月。ISBN 4-00-007816-X。(上記3分冊を改めて一冊本としたもの)
- 『確率過程』岩波書店、2007-0=3 エラー: 日付が正しく記入されていません。（説明）。ISBN 978-4-00-005200-9。
- 佐藤由身子 訳『確率過程 オルフス大学講義録』O.E.バルンドルフーニールセン・佐藤健一編、シュプリンガー・ジャパン〈シュプリンガー数学クラシックス 第21巻〉、2009年5月。ISBN 978-4-431-10054-6。

### 共著・編著・共編著
- 吉田耕作 (1992). 伊藤清. ed. Collected papers. Springer-Verlag. ISBN 4-431-70111-7
- N. Ikeda ... 〔et al.〕, ed (1996). Ito's stochastic calculus and probability theory. Springer. ISBN 4-431-70186-9

### 翻訳
- ピエール＝シモン・ラプラス『確率論 確率の解析的理論』伊藤清・樋口順四郎訳・解説、共立出版〈現代数学の系譜 12〉、1986年12月。ISBN 4-320-01382-4。

### テレビ出演
1998年、NHKスペシャルが金融工学の功労者として存命中の伊藤清を取材。インタビューが同年12月6日放送の『マネー革命 第三回 金融工学の旗手たち』で放映された。